# Computervision
Computervision inc. (CV) est un éditeur de logiciels américain et un constructeur d'ordinateurs, racheté en 1998 par Parametric Technology Corporation.
Computervision a été une des sociétés fondatrices de l'industrie de CAO/CFAO en 1969 en fournissant des produits clé en main. Son logiciel CADDS continue d’exister sous la version 5 (distribuée par PTC) et reste une référence dans la CFAO ((en) CAD/CAM).

## Histoire

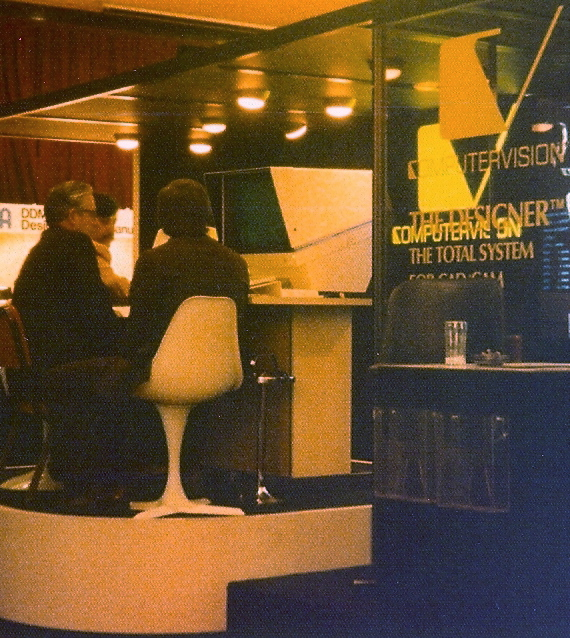
Stand Computervision lors d'un salon en 1978.

### Le projet CADDS

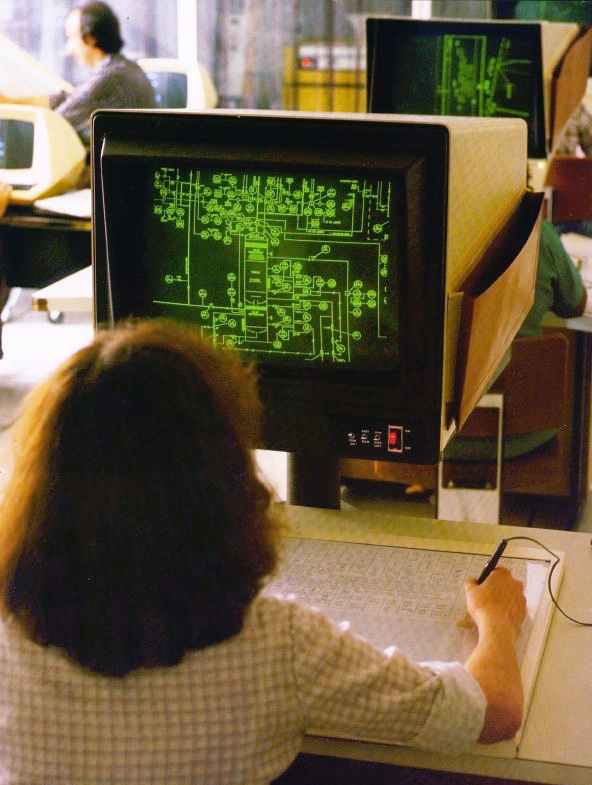
Une stagiaire sur un poste de travail CADDS3, travaillant à la conception d'un schéma tuyauterie et instrumentation (1979).

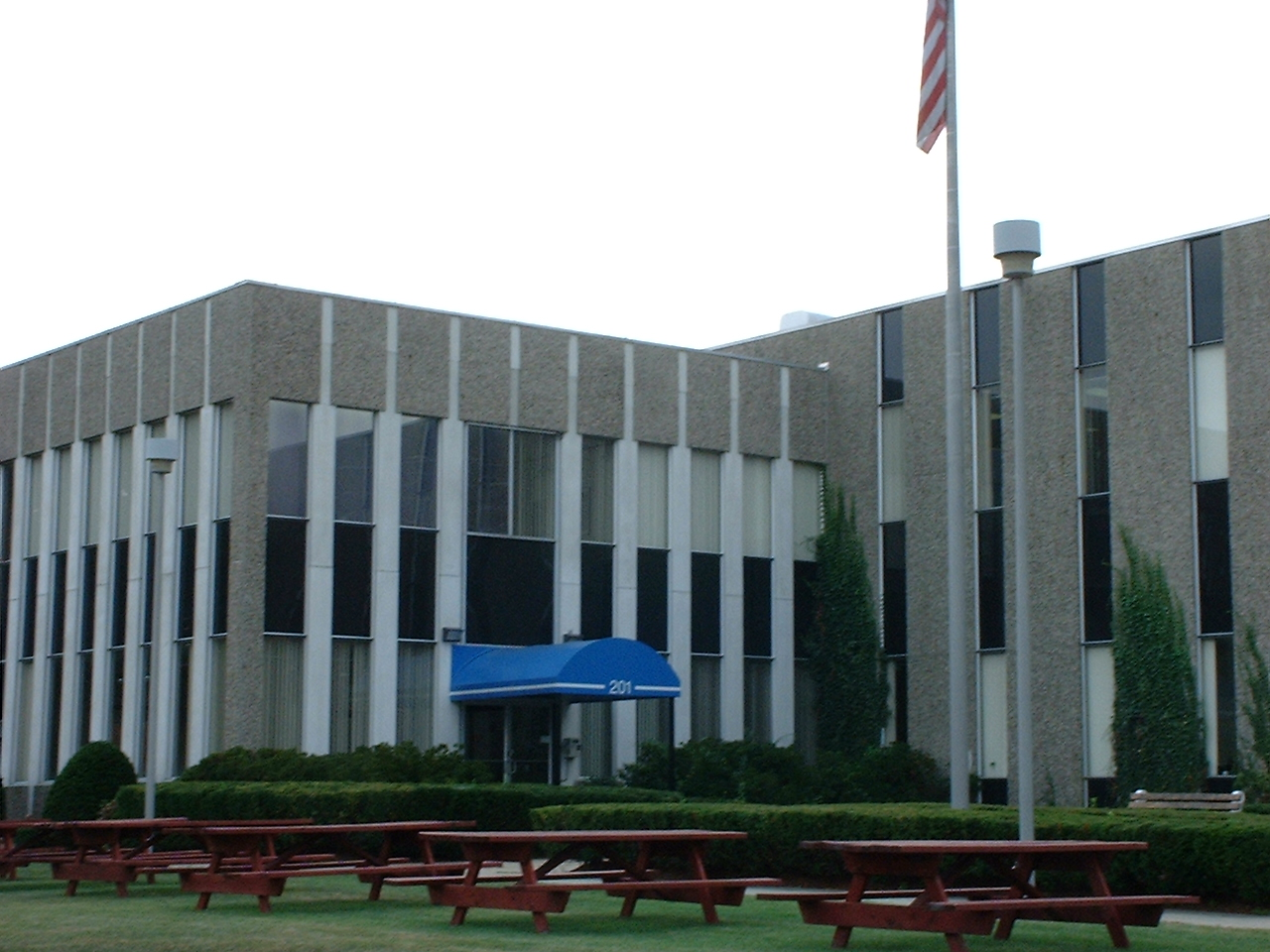
Le siège social de Computervision se trouvait au no 201 Burlington Road à Bedford (Massachusetts).

Le premier produit commercialisé par Computervision (1969), CADDS-1, était destiné au dessin des circuits imprimés et au marché du dessin industriel. CADDS signifiait « Computervison Automated Design and Drafting System. » Le système CADDS-1 était une combinaison de table à numériser et de table traçante, montés sur une grande planche à dessin.
La version 2 (CADDS-2) incorporait une carte logique dotée d'un système d'exploitation dédié et d'une bibliothèque graphique codée sur 16 bits, montée sur un ordinateur Data General Nova 1200. Lorsque cette résolution devint insuffisante pour les circuits VLSI, à la fin des années 1970, la société développa les VLSI CADDS-2 (1977), intégrant un nouveau système d'exploitation, une bibliothèque 32-bits, et un langage de programmation, ICPL (integrated circuit programming language, dérivé du BASIC, dont l'interpréteur était breveté par Fairchild Semiconductor), permettant d'étendre la bibliothèque selon les besoins du client.
Le logiciel CADDS3 a été mis sur le marché à la fin des années 1970 : il fonctionnait sur les terminaux vectoriels à tube rémanent de Tektronix, équipés de tables graphiques à menus pour la saisie des données. CADDS3 était écrit en Fortran et reprenait un logiciel écrit par Patrick Hanratty, racheté à la Sté S3 Corp. en 1973. En 1975, Computervision mit sur le marché une bibliothèque graphique enrichie, qui pouvait stocker commodément des nouveaux objets et de nouveaux types d'enregistrement. Le programme comportait aussi un module d'interpolation par B-spline et un logiciel de rafraîchissement d'écran accéléré qui lui attira de nouveaux clients, dont Boeing, qui développait alors le programme B757/767, ou Michelin Amérique du Nord, pour l'étude et la fabrication des moules et des outillages associés. Le bureau d'étude de Greenville SC achète les sources et ajoute ses propres applications métier (CADDSAUX) pour l'étude, l'usinage et le contrôle de la sculpture.

### Les débuts de la CAO 3D
La version CADDS4, tournant sur CGP200 et mise sur le marché au début des années 1980, apportait des primitives graphiques 3-D. L'affichage n'était plus analogique, mais converti en image matricielle : il inaugura l’utilisation des coprocesseurs  graphiques (Graphics Processing Unit, en abrégé GPU). Des bibliothèques spécialisées ont été écrites pour le CADDS4 : elles étaient tournées vers la CAO, la FAO, la modélisation tridimensionnelle, les VRD, la conception des circuits imprimés, des tableaux de bord, etc. Ses utilisateurs ont contribué au développement du standard IGES pour l'échange des données de CAO/FAO.
Mais la CAO 3D n'a vraiment décollé qu'avec la version CADDS4X et le système d'exploitation CGOS200X, qui ont amélioré de façon spectaculaire la gestion de la mémoire (sans passer par une mémoire virtuelle) et permis une augmentation de la taille du logiciel. En 1984, Computervision commercialisait des réseaux de consoles CGP200X sous l'appellation commerciale CDS-4000 ; ce système était doté d'une Unité de traitement spécialisée à 32-bits , l'« APU. » Dès 1986, l'application était portée sous MsDos (version dite MicroCadds) : elle pouvait tourner sur les compatibles PC (IBM, HP), et sur les stations de travail DEC et Silicon Graphics.

### En résumé
- autour de 1980 : Portage du logiciel CADDs sous Unix
- 1983 : Accord OEM avec Sun microsystems portant sur 40 millions de dollars (arraché face à Apollo Computer créée en 1980). Ceci permet l'émergence de Sun dans le domaine des stations de travail graphiques.
- 1984 : Couvrant 12 % du marché, Computervision ouvre des usines d'assemblage à Francfort[2] puis Nancy[3] (Technopôle de Nancy-Brabois avec aides publiques pour la reconversion de la Lorraine) en filiales.
- Utilisation pour la conception des Airbus A330/A340[4].
- Portage du logiciel CADDs 4 X sur plateforme Unix de Sun.
- 1988 : Fusion avec Prime Computer, fermeture du site de Nancy ,
- 1989 : Acquisition de GE Calma (son principal concurrent sur le marché de la CAO en micro-électronique)
- 1992 : Chiffre d'affaires de un million de dollars
- 1995 : sortie de la suite de gestion des données de production (orientée objet) Optegra en octobre. Ajout de la fonction View/PC avec la société Allegria Software en décembre.
- 1998 : Rachat de la société par Parametric Technology Corporation (PTC)[5]
- 2005 : Le logiciel Cadds 5i continuait à être suivi par PTC pour les clients existants
- 2007 : Airbus rachète les sources de CADDS 4X pour supporter les modifications de la gamme A300.